# Wnn
Wnn（うんぬ、ウーンヌ）は、日本語のかな漢字変換による日本語入力システムの一つである。元来はワークステーション向けに開発され、後に組込機器向けが主要な用途となった。

## 歴史
1985年から京都大学、慶應義塾大学、立石電機（現・オムロン）、アステック（現・アールワークス）によって共同開発され、1987年に完成した。
開発当時は、PCでは連文節変換がすでに実現されていたが、ワークステーションでの日本語入力システムは一般的に、単語ごとまたは文節ごとに変換していた。このシステムは、ワークステーションでも「Watashino Namaeha Nakanodesu」と入力して正しく「私の名前は中野です」と一括変換できるような連文節変換を実現することを目指して開発されたことから、その文字列の頭文字を取ってWnnという名前が付けられた。「中野」は日本語処理開発チームの立石電機側の窓口となっていた人の名前である。
Wnnバージョン4(Wnn4.x)は、1990年代のUNIXワークステーションで広く利用され、X Window Systemにも同梱されるようになった。ただし、辞書の語彙数や変換率は決して満足の行くものではなかった。Wnn4.2が基本となりワークステーションや組込機器向けにさまざまなバージョンのものが存在している。Wnnはバージョン4.2まではフリーソフトである

## 特徴
ワークステーション型Wnnの大きな特徴は、ネットワーク透過なクライアント・サーバ型システムである点にある。一般的な日本語入力システムは、すべての処理をローカルで行う。これに対してWnnでは、ユーザーインターフェースを受け持つクライアントと、かな漢字変換エンジンであるサーバが分離しており、両者がネットワーク上で通信することで動作する。サーバはLAN内のいずれかのコンピュータで一つだけ動いていればよく、ローカルのCPU負荷の軽減になる他、単語登録や辞書学習の成果が一元的に蓄積されるというメリットがある。一方で、ネットワークを介することによるレスポンスの低下や、サーバやネットワークがダウンすると処理が不可能になるというデメリットもあるが、これが重大な問題である場合は、ローカルでサーバを動かすという手もある。
この柔軟性に富むアーキテクチャは、当時からネットワーク利用が一般的なUNIXワークステーションならではのものであり、CannaやSj3など他の入力システムにも受け継がれている。
Wnnのサーバプログラムはjserverという。クライアントは以下のものがある。
uum（ううむ）
キャラクタ端末で動作する。端末の最下行を占有し、MS-DOSの日本語入力システムを非インラインで使用するのと同じような操作感である。名称はWnnを180度回転したところから名づけられている。
kinput2、xwnmo（えっくすうんも）
X Window Systemのインプットメソッドであり、インラインでの操作が可能である。
egg
NEmacsやMuleに組み込まれている。
また、Wnnには中国語・朝鮮語バージョンも存在し、それぞれ以下のような名称になっている。
| 言語         | システム名 | サーバプログラム |
| ------------ | ---------- | ---------------- |
| 日本語       | Wnn        | jserver          |
| 簡体字中国語 | cWnn       | cserver          |
| 繁体字中国語 | tWnn       | tserver          |
| 朝鮮語       | kWnn       | kserver          |

## バージョン

### ワークステーション向け
Wnn6
1998年発表。辞書を大幅に拡充し「FI(Flexible Intelligence)変換」技術により変換率を向上させ、UNIXとWindowsで商品化された。
Wnn7
2001年発表。「入力効率の向上」をコンセプトとした機能強化が行われ、入力予測、連想変換、逆引変換、入力補正などの新機能が追加された。
Wnn8
2005年発表。入力予測機能の強化、IIIMF対応、Unicode/JIS X 0213対応などが行われた。2009年にエムズソリューションからLinuxディストリビューション「Ubuntu」向けにカスタマイズした「Wnn8 for Ubuntu」も発売されている。
FreeWnn
Wnn4.2をベースにフリーなライセンスを維持したもの。
これ以外にOpenWnnなど各種バージョンが存在する。

### 組込機器向け
モバイルWnn
変換エンジン49KB、基本辞書＋付属語＋辞書インデックス（以下「基本辞書その他」と記載）510KB。
連文節変換や頻度学習は備えているものの入力予測には非対応。単語追加はユーザー辞書登録もしくはオプション辞書追加による。
ミニWnn
変換エンジン11KB、基本辞書その他197KB。
メモリに制約のある機器でも搭載可能なようにコンパクトさを志向したバージョン。単文節変換のみに対応しており、辞書学習も行わない。基本辞書の収録語数も最小限に抑えられている。オプション辞書により単語追加は可能だが、ユーザー辞書登録は不可能。
モバイルWnn V2
変換エンジン103KB、基本辞書その他529KB。
モバイルWnnの機能に加え、入力予測や文脈変換、学習性能の向上が行われている。ただ基本辞書サイズはさほど変わらず、ATOKその他と比較して変換精度は劣っていた。
Advanced Wnn
変換エンジン113KB、基本辞書3.359MB。
入力予測と変換を一体化させ、変換効率を高めている。口語表現にも対応するようになった。
Advanced Wnn V2
変換エンジン168KB、基本辞書4.2MB。
より形態素解析の性能を改良し、また着信メール内の単語を自動もしくは手動で学習する機能が搭載された。多言語対応した「マルチリンガル Advanced Wnn」もある。
iWnn
変換エンジン280KB、基本辞書4.4MB。
"i"はintelligent・individual・integrated・internationalの4つのiに由来する。文脈や現在の日時から時制や季節を判断する機能、ワイルドカードにより予測候補を絞り込む機能（インクリメンタルサーチ）、多言語対応などAdvanced Wnnと比較して大幅な機能向上が行われている。
OpenWnn
iWnnをApache v2ライセンスでオープンソース化したもの。Android Open Source Project上で公開されている。

### Androidスマートフォン向け
iWnn IME
多言語入力エンジン"iWnn"をベースに、ソフトウェアキーボードを付加したIMEの形式で提供される多言語入力システム。組み込み用。
Wnn Keyboard Lab
Androidスマートフォン向けにGoogle Playストアから無料でダウンロードできるバージョン。iWnn IMEの先行機能を備え、着せ替えや多言語入力も利用できる。

## 搭載機器
詳しくは外部リンクのオムロンソフト公式サイトにある各バージョンの「搭載商品」を参照のこと。

### フィーチャーフォン・PHS
- iWnn
  - NTTドコモ
    - P-07A、P-08A、P-09A、N-04B、F-06B 、SH-07B、SH-11C、P-04C、P-05C、P-06C、F-09C、F-10C、F-11C、N-05C、P-01D、F-01E、N-01E、P-01E、SH-03E、F-06D Girls'

  - au（KDDI／沖縄セルラー電話、iidaブランドを含む）
    - W62K、W63K、W65K、安心ジュニアケータイ K001（KY001）、ベルトのついたケータイ NS01（KYX01）、misora（KYX02）、K002（KY002）、簡単ケータイ K003（KY003）、E07K、PRISMOID（KYX03）、lotta（KYX04）、簡単ケータイ K004（KY004）、mamorino（KYY01）（漢字入力には非対応）、簡単ケータイ K005（KY005）、K006（KY006）、簡単ケータイ K008（KY008）、簡単ケータイ K010（KY010）、SH009、SH010、SH011

  - ソフトバンクモバイル
    - PANTONE3 001SH、002SH、004SH

  - ウィルコム
    - WX09K、WX05K、WX01K、 WX340K、BAUM、HONEY BEE 3(WX333K)、HONEY BEE BOX(WX334K)、HONEY BEE 4(WX350K)
- Advanced Wnn V2.3
- Advanced Wnn V2 EX Pro
  - au（KDDI／沖縄セルラー電話）
    - W53K、W61K、W64K
- Advanced Wnn V2 EX
  - au（KDDI／沖縄セルラー電話）
    - W44K/K II、W51K、MEDIA SKIN（W52K）
- Advanced Wnn V2.1
  - NTTドコモ
    - P902iS、P903i

  - au（KDDI／沖縄セルラー電話）
    - W43K
- Advanced Wnn α（変換辞書が以前の8倍になった[12]）
  - NTTドコモ
    - SA702i

  - au（KDDI／沖縄セルラー電話）
    - W33SA II、W43SA、W51SA、W52SA、W53SA、INFOBAR2（W55SA）、W62SA
- Advanced Wnn V2
  - NTTドコモ
    - SA700iS、SA800i、P903i

  - au（KDDI／沖縄セルラー電話）
    - W22SA、W31SA、W41K、W42K

  - ウィルコム
    - WX310K
- Advanced Wnn 1.31
  - ウィルコム
    - 9(nine)、9(nine)+、WILLCOM 9、WILLCOM LU
- Advanced Wnn V1.22
  - ウィルコム
    - WX320T
- Advanced Wnn V1.2
  - ウィルコム
    - WX310J、WX310SA
- Advanced Wnn V1
- モバイルWnn V2
- モバイルWnn V1

NTTドコモのFOMA共通プラットフォームであるオペレータパック(OPP)には標準でiWnnが採用され、それまでATOKを採用していた富士通（現・富士通モバイルコミュニケーションズ）、ケータイShoinを採用していたシャープの機種でもiWnnが採用されるようになった。またソニー・エリクソンの機種では初期にはWnnの辞書部分のみを提供しており、その後基幹部分も含め搭載された。iWnnが搭載されるようになってからもPOBox Proの機能が優先となるためiWnnの機能に対応するのは比較的遅かった。例えばワイルドカード予測に対応したのはiWnnの発表から約3年が経過した2011年に発売されたS006搭載のPOBox Pro 5.0Eからだった。

### スマートフォン・スマートブック
- iWnn IME
  - NTTドコモ
    - HTC、シャープ(iWnn SH editionまたはS-Shoinとして)、ソニーモバイルコミュニケーションズ(POBox Touchの変換エンジンとして)、パナソニック(フィットキーとして)、サムスン電子(samsung日本語キーパッドとして)、LGエレクトロニクス(LG日本語キーボードとして)

  - au（KDDI／沖縄セルラー電話）
    - HTC、シャープ(iWnn SH editionまたはS-Shoinとして)、ソニーモバイルコミュニケーションズ(POBox Touchの変換エンジンとして)、パナソニック(フィットキーとして)、サムスン電子(samsung日本語キーパッドとして)、LGエレクトロニクス(LG日本語キーボードとして)、パンテック、京セラ、モトローラ

  - ソフトバンクモバイル
    - HTC、シャープ(iWnn SH editionまたはS-Shoinとして)、パナソニック(フィットキーとして)、京セラ、モトローラ、ZTE、DELL(SoftBank 001DLのみ)

  - SIMフリー
    - シャープ(S-Shoinの変換エンジンとして)

  - NTT東日本
    - 光iフレーム

### タブレット
- iWnn IME
  - au（KDDI／沖縄セルラー電話）
    - XOOM

  - Nexus 7 (2012)
  - チャレンジタブレット

### BD・DVDレコーダー
パナソニックのDIGAにモバイルWnnが搭載されている。

### ゲーム機
ニンテンドー3DS（任天堂）